# District de Baugé
Le district de Baugé est une ancienne division administrative du département de Maine-et-Loire de 1790 à 1795, nommé initialement Mayenne-et-Loire en 1790 et 1791.
En 1790, le département fut découpé en huit districts ; quatre centres de l'Ancien Régime (Angers, Baugé, Cholet et Saumur) et quatre autres chefs-lieux (Chateauneuf, Segré, Saint-Florent et Vihiers).
Le district de Baugé était composé des cantons de Baugé, Beaufort, Fougeré, Jarzé, Longué, Mazé, Mouliherne, Noyant, Seiches et Vernoil.

## Les autres districts de Maine-et-Loire
- District d'Angers
- District de Châteauneuf
- District de Cholet
- District de Saint-Florent
- District de Saumur
- District de Segré
- District de Vihiers